# 홍산향교
홍산향교(鴻山鄕校)는 대한민국 충청남도 부여군 홍산면에 있는 향교이다. 1997년 12월 23일 충청남도 기념물 제128호로 지정되었다.

## 개요
향교는 공자와 여러 성현께 제사를 지내고 지방민의 교육과 교화를 위해 나라에서 세운 교육기관이다.
홍산향교는 조선 중종 12년(1517)에 처음 세운 것으로 선조 24년(1591)과 광해군 2년(1610)에 고쳐 지었다. 인조 21년(1643)에 향교의 위치가 너무 높아 평지인 지금 있는 자리로 옮겼다.
건물 배치는 앞쪽에 배우는 공간으로 강당인 명륜당이 있고, 뒤쪽에 제사 공간인 대성전이 있어 전학후묘의 구조로 되어 있다.
명륜당은 앞면 5칸·옆면 2칸 규모로 지붕은 옆면에서 볼 때 사람 인(人)자 모양인 맞배지붕이다. 지붕 처마를 받치기 위해 장식하여 만든 공포는 새 날개 모양으로 장식한 익공 양식으로 꾸몄다. 대성전은 앞면 3칸·옆면 2칸 규모이며 지붕은 맞배지붕이다. 안쪽에는 공자를 비롯한 중국의 성현들과 우리나라 선현들의 위패를 모시고 있다. 이외에 출입구인 홍살문, 내삼문·외삼문이 있다.
조선시대에는 국가로부터 토지·전적·노비 등을 지급받아 학생을 많이 가르쳤으나 갑오개혁 이후 교육 기능은 사라지고 봄·가을에 제사를 지내고 초하루와 보름에 분향을 하고 있다.

## 대성전
대성전은 앞면 3칸 · 옆면 2칸 규모이며 지붕은 맞배지붕이다. 안쪽에는 공자를 비롯한 중국의 성현들과 대한민국 선현들의 위패를 모시고 있다.

## 같이 보기
- 향교

## 참고 자료
- 홍산향교 - 국가유산청 국가유산포털